# Scandinaves
Les Scandinaves sont les habitants de la Scandinavie.

## Définition

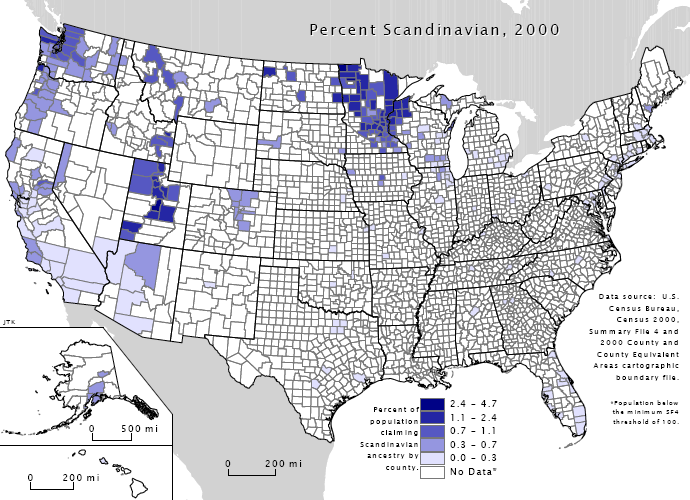
Répartition des Scandinaves aux États-Unis en 2000.

La forme Scandinaviens était utilisée en français au XVIIIe siècle,.
La définition de la Scandinavie et des Scandinaves varie selon les auteurs et les époques. En 1832, Louis Noirot définit les Scandinaves comme l'ensemble des Islandais, des Danois, des Suédois et des Norvégiens. D'après un dictionnaire de 1860, le mot Scandinavie est employé dans l'usage ordinaire pour désigner un ensemble de pays qui sont le Danemark, la Norvège et la Suède, l'Islande n'étant pas mentionnée.
Le terme Vikings désigne l'ensemble des Scandinaves au sens large de l'Âge des Vikings.